# Erythrococca africana
Erythrococca africana là một loài thực vật có hoa trong họ Đại kích. Loài này được (Baill.) Prain mô tả khoa học đầu tiên năm 1911.